# Холмогорское сельское поселение (Холмогорский район)
Холмогорское сельское поселение или муниципальное образование «Холмогорское» (се́льское поселе́ние «Холмогорское») — упразднённое муниципальное образование со статусом сельского поселения в Холмогорском муниципальном районе Архангельской области России.
Соответствует административно-территориальным единицам в Холмогорском районе — Холмогорскому сельсовету и Ломоносовскому сельсовету.
Административный центр — село Холмогоры.

## География
Сельское поселение «Холмогорское» находится в Холмогорском районе, на левом и правом берегах Северной Двины и на островах холмогорского разветвления. Между Холмогорами и Куростровом в период летней навигации действует паромная переправа.

## История
Муниципальное образование было образовано в 2006 году.
Законом Архангельской области от 24 октября 2014 года № 202-11-ОЗ сельские поселения «Ломоносовское» и «Холмогорское» объединены в сельское поселение «Холмогорское» с административным центром в селе Холмогоры.

## Население
| 2005  | 2010  | 2011  | 2012  | 2013  | 2014  | 2015  |
| ----- | ----- | ----- | ----- | ----- | ----- | ----- |
| 5243  | ↘4730 | ↘4711 | ↘4592 | ↘4453 | ↘4377 | ↗4918 |
| 2016  | 2017  | 2018  | 2019  | 2020  | 2021  |       |
| ↘4865 | ↘4722 | ↘4610 | ↘4501 | ↘4364 | ↘4252 |       |

## Состав сельского поселения
В состав сельского поселения входят 54 населённых пункта
| №  | Населённый пункт | Тип населённого пункта       | Население |
| -- | ---------------- | ---------------------------- | --------- |
| 1  | Анашкино         | деревня                      | ↗307      |
| 2  | Андрияновская    | деревня                      | →6        |
| 3  | Белая Гора       | деревня                      | ↗91       |
| 4  | Большое Залесье  | деревня                      | ↗12       |
| 5  | Бор              | деревня                      | →0        |
| 6  | Боярская         | деревня                      | ↗83       |
| 7  | Бушково          | деревня                      | →0        |
| 8  | Вавчуга          | деревня                      | ↗8        |
| 9  | Даниловская      | деревня                      | ↗14       |
| 10 | Демидово         | деревня                      | ↗68       |
| 11 | Демушино         | деревня                      | ↗63       |
| 12 | Жучково          | деревня                      | ↘2        |
| 13 | Залыва           | деревня                      | ↘7        |
| 14 | Заручевье        | деревня                      | ↗2        |
| 15 | Ивлево           | деревня                      | ↗9        |
| 16 | Ильино           | деревня                      | ↗43       |
| 17 | Кичижно          | деревня                      | ↘19       |
| 18 | Косновская       | деревня                      | ↗19       |
| 19 | Кочерино         | деревня                      | ↗10       |
| 20 | Красное Село     | деревня                      | ↗160      |
| 21 | Кузополье        | деревня                      | ↗27       |
| 22 | Ломоносово       | село                         | ↗214      |
| 23 | Лубянки          | деревня                      | ↗5        |
| 24 | Лыжино           | деревня                      | 6         |
| 25 | Макарово         | деревня                      | →0        |
| 26 | Малое Залесье    | деревня                      | ↗14       |
| 27 | Марково          | деревня                      | ↗7        |
| 28 | Мироново         | деревня                      | ↘7        |
| 29 | Митревщина       | деревня                      | ↗2        |
| 30 | Неверово         | деревня                      | ↗5        |
| 31 | Некрасово        | деревня                      | ↗7        |
| 32 | Обухово          | деревня                      | ↗13       |
| 33 | Осина Гора       | деревня                      | ↗5        |
| 34 | Пекишево         | деревня                      | →4        |
| 35 | Перхуровская     | деревня                      | ↗12       |
| 36 | Побоище          | деревня                      | ↘8        |
| 37 | Погост           | деревня                      | ↗22       |
| 38 | Подгорье         | деревня                      | ↘12       |
| 39 | Подсосны         | деревня                      | ↘2        |
| 40 | Почапы           | деревня                      | →0        |
| 41 | Разлог           | деревня                      | ↗165      |
| 42 | Смольниковская   | деревня                      | ↗6        |
| 43 | Спасская         | деревня                      | ↗5        |
| 44 | Строительская    | деревня                      | ↗21       |
| 45 | Сурово           | деревня                      | →0        |
| 46 | Татаурово        | деревня                      | ↗8        |
| 47 | Телепниха        | деревня                      | ↘2        |
| 48 | Тихновская       | деревня                      | ↗3        |
| 49 | Третьяково       | деревня                      | ↘0        |
| 50 | Трехновская      | деревня                      | ↘5        |
| 51 | Тряпицыно        | деревня                      | →2        |
| 52 | Харитоново       | деревня                      | ↘6        |
| 53 | Ходчино          | деревня                      | →28       |
| 54 | Холмогоры        | село, административный центр | ↘3394     |